# Milutin Uskoković
Milutin Uskoković (en serbe cyrillique : Милутин Ускоковић, né le 16 juin 1884 à Užice - mort le 28 octobre 1915 à Kuršumlija) était un nouvelliste et un romancier serbe. Rompant avec la tradition du réalisme serbe, il subit l'influence de la littérature européenne occidentale et notamment celle du symbolisme, du décadentisme et du Paranasse ; de ce fait, il est considéré comme l'un des représentants les plus importants de la prose serbe moderne.

## Biographie
Milutin Uskoković a effectué ses études secondaires au lycée d'Užice et à Belgrade, où il a ensuite suivi les cours de la Faculté de droit de l'université de Belgrade. En tant qu'étudiant, il fréquenta l'entourage de Jovan Skerlić, qui se montrait favorable à la création d'un État yougoslave. Il termina ses études de droit à Genève, où il obtint son doctorat en 1910. Il collabora ensuite à Politika, à Slovenski jug (« Sud slave ») et à d'autres journaux et revues politiques et littéraires.

## Œuvres
Prose lyrique
- Pod životom, 1905
- Vitae fragmenta, 1908

Nouvelles
- Kad ruže cvetaju, 1911

Romans
- Došljaci, 1910
- Čedomir Ilić, 1914

Ces deux romans ont été adaptés pour la télévision.
Critique
- Usput, recueil publié en 1978

Traductions
Milutin Uskoković a traduit les Maximes de La Rochefoucauld et le roman Mensonges de Paul Bourget.